# Euphyia remissata
Euphyia remissata är en fjärilsart som beskrevs av Walker 1862. Euphyia remissata ingår i släktet Euphyia och familjen mätare. Inga underarter finns listade i Catalogue of Life.